# Werner Greiner-Petter
Werner Greiner-Petter (* 15. November 1927 in Lauscha; † 9. Mai 1986 in Berlin) war ein deutscher Politiker (SED). Er war von 1972 bis 1983 Minister für Glas- und Keramikindustrie der DDR.

## Leben
Der Sohn eines Glasmachers erlernte den Beruf des Feinmechanikers und Werkzeugmachers. 1943 wurde er zum Reichsarbeitsdienst, später zur Wehrmacht eingezogen. Zum 20. April 1944 trat er der NSDAP bei (Mitgliedsnummer 9.961.965). 1945 geriet er in britische Kriegsgefangenschaft.
Nach seiner Entlassung arbeitete er 1946 zunächst in einem Demontagekommando in Suhl, dann 1946/1947 als Werkzeugmacher in Suhl und Steinach. Von 1947 bis 1951 arbeitete er als Glasmacher, Meister, Planungsleiter und Betriebsassistent und schließlich 1951/1952 als Werkleiter im VEB Glaswerke Lauscha. 1950 trat er der SED bei. Von 1952 bis 1954 war er Leiter der Fachabteilung Glas in der Hauptverwaltung Glas und Keramik im Ministerium für Leichtindustrie. Von 1954 bis 1962 war er erneut Werkleiter im VEB Glaswerke Lauscha. Zwischen 1959 und 1963 absolvierte Greiner-Petter ein Fernstudium an der Fachschule für Industrieökonomik Plauen mit Abschluss als Industrieökonom. 
1962/1963 war er Sekretär für Wirtschaftspolitik der SED-Kreisleitung Neuhaus am Rennweg, ab 1963 Leiter der Inspektion Glas/Keramik der Arbeiter-und-Bauern-Inspektion (ABI). Von 1964 bis 1967 studierte er an der Parteihochschule beim ZK der KPdSU in Moskau mit dem Abschluss als Diplom-Gesellschaftswissenschaftler. Ab 1968 wirkte er als Erster Stellvertreter des Vorsitzenden des Komitees der Arbeiter-und-Bauern-Inspektion, von 1969 bis 1972 als Staatssekretär im Komitee der ABI.
Von Januar bis November 1972 war er Staatssekretär, von November 1972 bis Dezember 1983 Minister für Glas- und Keramikindustrie. Er wurde aus gesundheitlichen Gründen abberufen und war zuletzt Vorsitzender des Kreisausschusses Berlin-Treptow der Volkssolidarität.
Greiner-Petter wurde auf dem Zentralfriedhof Berlin-Friedrichsfelde beigesetzt.

## Auszeichnungen
- Vaterländischer Verdienstorden in Bronze (1969) und in Silber (1974)
- Orden „Banner der Arbeit“, Stufe I (1978)
- Ehrentitel Verdienter Werktätiger der Leicht-, Lebensmittel- und Nahrungsgüterindustrie der Deutschen Demokratischen Republik (1980)